# Chrysophyllum cuneifolium
Chrysophyllum cuneifolium là một loài thực vật có hoa trong họ Hồng xiêm. Loài này được (Rudge) A.DC. mô tả khoa học đầu tiên năm 1844.